# نصب الدستور (تركمانستان)
نصب تذكاري لدستور تركمانستان ((بالتركمانية: Türkmenistanyň Konstitusiýa binasy)‏ - (بالإنجليزية: Monument to the Turkmenistan Constitution)‏ ) نصب تذكاري يقع في عشق أباد في تركمانستان. يبلغ ارتفاعه 185 مترًا مما يجعله ثاني أطول مبنى في تركمانستان. النصب مزين بالرخام. شُيّد للاحتفال بالذكرى السنوية العشرين لدستور تركمانستان، وقد تم تشييده بين عامي 2008 و 2011 في شارع أركابيل، من قبل شركة الإنشاءات التركية بوليمكس (بالإنجليزية: Polimeks)‏. يوجد داخل المجمع متحف وقاعة مؤتمرات ومكتبة ومحل لبيع الهدايا وكافيتريا.

## روابط خارجية
- نصب الدستور - Polimeks